# El Zorro
El Zorro es un personaje creado en 1919 por Johnston McCulley. Es considerado uno de los primeros héroes de ficción de la cultura moderna. El personaje ha aparecido en numerosos libros, películas, teleseries y otros medios de comunicación.

## Características
El personaje ha sufrido cambios a lo largo de los años, pero la imagen típica que se tiene de él es la de un apuesto forajido enmascarado y encapotado, todo vestido de negro que defiende a la gente de funcionarios tiránicos y otros villanos. El Zorro es lo bastante astuto como para no dejarse atrapar por las torpes autoridades, a las cuales se complace en humillar públicamente.
El Zorro es la identidad secreta de don Diego de la Vega, un aristócrata californiano de Los Ángeles durante la era mexicana (1821-1846), aunque algunas adaptaciones de las películas de la historia del Zorro lo han ubicado durante la época del virreinato por ser las historias más acordes a la era del dominio español. Después su legado pasa a Alejandro Murrieta (en alusión a Joaquín Murrieta), en la película de 1998 La máscara del Zorro, dirigida por Martin Campbell, con Antonio Banderas como Murrieta y Anthony Hopkins como Diego de la Vega.

## Enemigos
El Zorro ha contado con una gama bastante amplia de enemigos. Algunos de ellos son[cita requerida]
- El Águila (The Eagle, en inglés)
- Rafael Montero
- Enrique Sánchez Monasterio
- Rafael Moncada (de la novela El Zorro: comienza la leyenda, de la escritora Isabel Allende).

## Desarrollo del personaje
El Zorro apareció por primera vez en el cuento La maldición de Capistrano, de Johnston McCulley. La maldición de Capistrano se publicó en 1919 en la revista pulp All-Story Weekly.
La historia trata sobre don Diego de la Vega, un joven de la aristocracia novohispana durante el periodo mexicano en California (1821-1846) en las misiones, pueblos (como San Juan Capistrano) y ranchos de la Alta California, quien junto a su sirviente sordomudo, Bernardo, lucha contra las injusticias cometidas por las autoridades y para defender a los oprimidos.
Debido a la demanda del público, Johnston McCulley escribió a partir de 1922 otras sesenta historias adicionales sobre el Zorro. La última, La máscara del Zorro, salió en 1959, cuando ya McCulley había muerto. En esos escritos se hicieron algunos cambios con respecto al personaje principal y la trama de La maldición de Capistrano. El nombre de don Diego Vega fue alargado a don Diego de la Vega. Se adoptó como traje del Zorro el mismo que usó Douglas Fairbanks en su película. El villano principal continuaba vivo y la identidad secreta del Zorro no había sido descubierta.
Aunque todas las historias escritas por McCulley transcurrían en Los Ángeles durante la época del gobierno mexicano (entre 1821 y 1846), la mayoría de adaptaciones posteriores de la historia de El Zorro transcurren durante la dominación española, un ambiente que desvirtúa enormemente la idea romántica de la nobleza hispana que es la esencia del personaje.

## Significado político

### Rivalidad mexicano-estadounidense
El retrato negativo de los gobernantes mexicanos, representados como una casta de malvados antagonistas, particularmente despóticos contra los campesinos indígenas, carentes de los valores morales de los que presumía la nobleza española a través del personaje de El Zorro, permitió a Estados Unidos legitimar su invasión a México, así como su injerencia a más largo plazo en la política de su antiguo rival por el control del comercio en América.

### Romanticismo virreinal ambiguo
El personaje de El Zorro, un acaudalado noble californiano que defiende a los pobres campesinos indígenas maltratados por los mexicanos, forma parte del movimiento artístico y arquitectónico más amplio del Renacimiento Virreinal Español («Spanish Vice Royal Revival»), que valoraba la herencia española de California a la vez que denigraba el periodo que siguió, la independencia de México, y que precedió a la invasión estadounidense (1821-1848), presentándolo como un periodo de decadencia y desorden.

## Literatura

### Historias de Johnston McCulley

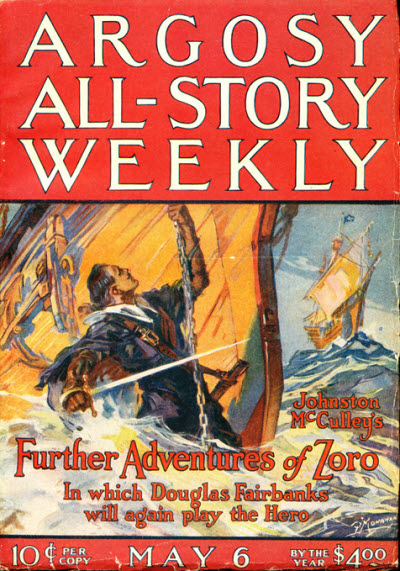
The Further Adventures of Zorro, Argosy vol. 142 núm. 4, 6 de mayo de 1922.

- La maldición de Capistrano (1919) (en inglés: The Curse of Capistrano). Novela de Johnston McCulley escrita en 1919. Se trata de la primera aparición del personaje de El Zorro.
- "Zorro Saves A Friend", Argosy Vol. 234 N.º 1, 12 de noviembre de 1932.
- The Further Adventures of Zorro, Argosy Vol. 142 N.º 4 – Vol. 143 N.º 3, serializado en seis partes, 6 de mayo de 1922 - 10 de junio de 1922.
- "Zorro Deals With Treason", Argosy Vol. 249 n.º 2, 18 de agosto de 1934.
- The Further Adventures of Zorro, Argosy Vol. 142 N.º 4 – Vol. 143 N.º 3, serializado en seis partes, 6 de mayo de 1922 – 10 de junio de 1922.
- "Zorro Deals With Treason", Argosy Vol. 249 N.º 2, 18 de agosto de 1934.
- "Mysterious Don Miguel", Argosy Weekly, Vol. 258 N.º 5 – N.º 6, serializado en dos partes, 21 de septiembre de 1935 - 28 de septiembre de 1935.
- Zorro Rides Again, Argosy Vol. 224 N.º 3 – Vol. 224 N.º 6, serializado en cuatro partes, 3 de octubre de 1931 - 24 de octubre de 1931.
- "Zorro Draws a Blade", West Magazine Vol. 56 N.º 2, julio de 1944.
- "Zorro Upsets a Plot", West Magazine Vol. 56 N.º 3, septiembre de 1944.
- "Zorro Strikes Again", West Magazine Vol. 57 N.º 1, noviembre de 1944.
- "Zorro Saves a Herd", West Magazine Vol. 57 N.º 2, enero de 1945.
- "Zorro Runs the Gauntlet", West Magazine Vol. 57 N.º 3, marzo de 1945.
- "Zorro Fights a Duel", West Magazine Vol. 58 N.º 1, mayo de 1945.
- "Zorro Opens a Cage", West Magazine Vol. 58 N.º 2, julio de 1945.
- "Zorro Prevents a War", West Magazine Vol. 58 N.º 3, septiembre de 1945.
- "Zorro Fights a Friend", West Magazine Vol. 59 N.º 1, octubre de 1945.
- "Zorro's Hour of Peril", West Magazine Vol. 59 N.º 2, noviembre de 1945.
- "Zorro Lays a Ghost", West Magazine Vol. 59 N.º 3, diciembre de 1945.
- The Sign of Zorro, Argosy Vol. 305 N.º 2 – Vol. 305 N.º 6, serializado en cinco partes, 25 de enero de 1941 - 22 de febrero de 1941.
- "Zorro Frees Some Slaves", West Magazine Vol. 60 N.º 1, enero de 1946.
- "Zorro's Double Danger", West Magazine Vol. 60 N.º 2, febrero de 1946.
- "Zorro's Masquerade", West Magazine Vol. 60 N.º 3, marzo de 1946.
- "Zorro Stops a Panic", West Magazine Vol. 61 N.º 1, abril de 1946.
- "Zorro's Twin Perils", West Magazine Vol. 61 N.º 2, mayo de 1946.
- "Zorro Plucks a Pigeon", West Magazine Vol. 61 N.º 3, junio de 1946.
- "Zorro Rides at Dawn" West Magazine Vol. 62 N.º 1, julio de 1946.
- "Zorro Takes the Bait", West Magazine Vol. 62 N.º 2, agosto de 1946.
- "Zorro Raids a Caravan", West Magazine Vol. 62 N.º 3, octubre de 1946.
- "Zorro's Moment of Fear", West Magazine Vol. 63 N.º 3, enero de 1947.
- "A Task for Zorro", West Magazine Vol. 65 N.º 2, junio de 1947.
- "Zorro Saves His Honor", West Magazine Vol. 64 N.º 1, febrero de 1947.
- "Zorro and the Pirate", West Magazine Vol. 64 N.º 2, marzo de 1947.
- "Zorro Beats the Drum", West Magazine Vol. 64 N.º 3, abril de 1947.
- "Zorro's Strange Duel", West Magazine Vol. 65 N.º 1, mayo de 1947.
- "Zorro's Masked Menace", West Magazine Vol. 65 N.º 3, julio de 1947.
- "Zorro Aids an Invalid", West Magazine Vol. 66 N.º 1, agosto de 1947.
- "Zorro Saves an American", West Magazine Vol. 66 N.º 2, septiembre de 1947.
- "Zorro Meets a Rogue", West Magazine Vol. 66 N.º 3, octubre de 1947.
- "Zorro Races with Death", West Magazine Vol. 67 N.º 1, noviembre de 1947.
- "Zorro Fights for Peace", West Magazine Vol. 67 N.º 2, diciembre de 1947.
- "Zorro Serenades a Siren", West Magazine Vol. 68 N.º 1, febrero de 1948.
- "Zorro Meets a Wizard", West Magazine Vol. 68 N.º 2, marzo de 1948.
- "Zorro Fights with Fire", West Magazine Vol. 68 N.º 3, abril de 1948.
- "Gold for a Tyrant", West Magazine Vol. 69 N.º 1, mayo de 1948.
- "The Hide Hunter", West Magazine Vol. 69 N.º 2, julio de 1948.
- "Zorro's Fight for Life", West Magazine, Vol. 74 N.º 2, julio de 1951.
- "Zorro Shears Some Wolves", West Magazine Vol. 69 N.º 3, septiembre de 1948.
- "The Face Behind the Mask", West Magazine Vol. 70 N.º 1, noviembre de 1948.
- "Zorro Starts the New Year", West Magazine Vol. 67 N.º 3, enero de 1948.
- "Hangnoose Reward", West Magazine Vol. 70 N.º 3, marzo de 1949.
- "Zorro's Hostile Friends", West Magazine Vol. 71 N.º 1, mayo de 1949.
- "Zorro's Hot Tortillas", West Magazine Vol. 71 N.º 2, julio de 1949.
- "An Ambush for Zorro", West Magazine Vol. 71 N.º 3, septiembre de 1949.
- "Zorro Gives Evidence", West Magazine Vol. 72 N.º 1, noviembre de 1949.
- "Rancho Marauders", West Magazine Vol. 72 N.º 2, enero de 1950.
- "Zorro's Stolen Steed", West Magazine Vol. 73 N.º 3, marzo de 1950.
- "Zorro Curbs a Riot", West Magazine Vol. 73 N.º 3, septiembre de 1950.
- "The Three Stage Peons", West Magazine Vol. 74 N.º 1, noviembre de 1950.
- "Zorro Nabs a Cutthroat", West Magazine Vol. 74 N.º 2, enero de 1951.
- "Zorro Gathers Taxes", West Magazine Vol. 74 N.º 3, marzo de 1951.
- "Zorro Rides the Trail!", Max Brand's Western Magazine, mayo de 1954.
- "The Mask of Zorro", Short Stories for Men Vol. 221 N.º 2, abril de 1959.

### Historias de otros autores
- Walt Disney's Zorro. Autor: Steve Frazee, 1958. Whitman Publishing Company, novelización de algunos episodios de la serie de televisión El Zorro, de 1957.
- "Zorro Outwits Death", Walt Disney's Magazine Vol. III N.º 3, abril de 1958. Basado libremente en el episodio "Zorro's Secret Passage" de la serie de televisión El Zorro, de 1957.
- "Zorro's Merry Chase", Walt Disney's Magazine, Vol. III N.º 5, agosto de 1958.
- "The Fire of the Night", Walt Disney's Magazine, Vol. III N.º 6, octubre de 1958, y Vol. IV N.º 1, 1958.
- "Zorro and the Missing Father", Walt Disney's Magazine, Vol. IV N.º 3, abril de 1959, y N.º 4, junio de 1959. Adaptado de los episodios "The Missing Father", "Please Believe Me" y "The Brooch" de la serie de televisión El Zorro, de 1957.
- Zorro. Autor: Olivier Séchan. Fecha de publicación original: 1959. Editorial: Hachette.
- Il Ritorno di Zorro. Autor: B. F. Deakin. Fecha de publicación original: 1968. Editorial: Arnoldo Mondadori Editore. Antología de nueve novelas cortas.
- Zorro arrive! Autor: Jacques Van Hauten. Fecha de publicación original: 1971. Editorial: Hachette. Novelización de algunos episodios de la serie de televisión El Zorro, de 1957.
- Le Retour de Zorro. Autor: Jean-Claude Deret. Fecha de publicación original: 1972. Editorial: Hachette. Novelización de algunos episodios de la serie de televisión El Zorro, de 1957.
- Zorro et le sergent Garcia. Autor: Thérèse Bertels. Fecha de publicación original: 1973. Editorial: Hachette. Novelización de algunos episodios de la serie de televisión El Zorro, de 1957.
- Zorro et le trésor du Pérou. Autor: Thérèse Bertels. Fecha de publicación original: 1973. Editorial: Hachette
- Zorro contre le gouverneur. Autor: Jean-Claude Deret. Fecha de publicación original: 1974. Editorial: Hachette. Novelización de algunos episodios de la serie de televisión El Zorro, de 1957.
- L'Épée de Zorro. Autor: Jean-Claude Deret. Fecha de publicación original: 1975. Editorial: Hachette.
- Zorro et l'épee du cid. Fecha de publicación original: 1991. Editorial: Hachette. ISBN 9782010182556.
- Zorro et la forteresse du diable. Autor: Valentin Dechemin. Fecha de publicación original: 1991. Editorial: Hachette. ISBN 9782010182549. Novelización de algunos episodios de la serie de televisión El Zorro, de 1990.
- Zorro and the Jaguar Warriors (1998). Libro. Autor: Jerome Preisler. Géneros: Ficción, ficción histórica, novela de aventuras.
- Llega el Zorro. Autor: Jacques Van Hauten. Ilustraciones: Carlos Puerta. ISBN 10: 8420457086 / ISBN 13: 9788420457086. Editorial: Alfaguara. 1998.
- Skull and Crossbones. Libro. Fecha de publicación original: 1999. Autor: Frank Lauria. Género: Ficción.
- Zorro! Autora: Sally M. Stockton. Fecha de publicación original: 1999. Editorial: Cideb. Basado en la novela The Curse of Capistrano.
- El Zorro. Autora: Margarita Barberá Quiles. Fecha de publicación original: 1999. Editorial: Cideb. Basado en la novela The Curse of Capistrano.
- Zorro and the Dragon Riders. Libro. Fecha de publicación original: 1999. Autor: David Bergantino. Géneros: Ficción, suspenso, romance, wéstern.
- The Irish Zorro. The Extraordinary Adventures of William Lamport (1615-1659). Autor: Gerard Ronan. Año de publicación original: 2004.
- Chasing After Zorro. Libro. Fecha de publicación original: octubre de 2004. Autor: Britt Lomond. Género: Autobiografía.
- El Zorro: comienza la leyenda. Novela. Autora: Isabel Allende. Fecha de publicación original: 2005. Biografía ficticia y la primera historia de los orígenes del héroe El Zorro, escrita por la autora chilena Isabel Allende. Páginas: 400. Ambientada en California. Idioma: Español. Géneros: Novela de aventuras y ficción histórica.
- The Legend of Zorro. Autor: Scott Ciencin. Fecha de publicación original: 27 de septiembre de 2005. Géneros: Ficción, misterio, suspenso, novela de aventuras.
- El joven Zorro: la marca de hierro (Young Zorro: The Iron Mark). Autor: Jan Adkins y Diego Vega. Fecha de publicación original: julio de 2007. Género: Novela de aventuras
- Tales of Zorro (2008). Libro. Fecha de publicación original: 31 de mayo de 2008. Autor: Richard Dean Starr. Editorial: Moonstone Books. Número de OCLC: 156821813. Géneros: Antología, novela de aventuras, ficción histórica.
- El origen de la leyenda. Libro. Autora: Sandra Curtis. Género: Ficción. Ilustrador: Héctor Cuenca.
- Lady Zorro: Blood and Lace. Libro. Fecha de publicación original: 29 de diciembre de 2015. Autor: Alex de Campi. Géneros: Historieta, novela gráfica.
- Zorro and the Little Devi. Libro. Autor: Peter David. Fecha de publicación original: 2018. Editorial: Bold Venture Press. ISBN 978-1-7193-7410-1.
- Zorro: The Daring Escapades. Fecha de publicación original: 2020. Editorial: Bold Venture Press. Editores: Audrey Parente y Daryl McCullough. ISBN 979-8637608508. Antología de 16 novelas cortas.

## Inspiración del personaje

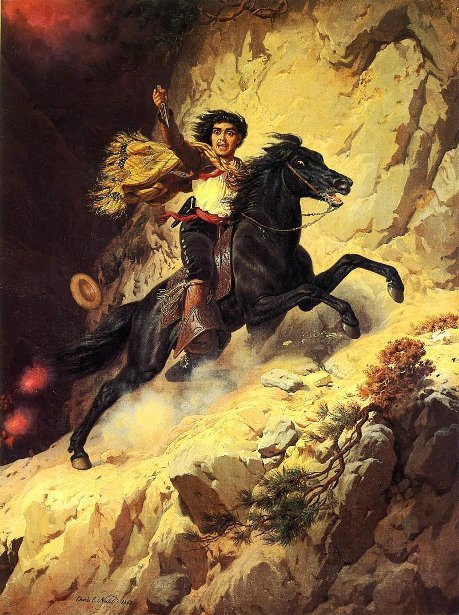
Joaquín Murrieta por Charles Christian Nahl
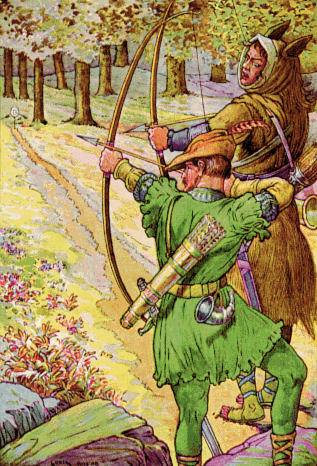
Robin Hood
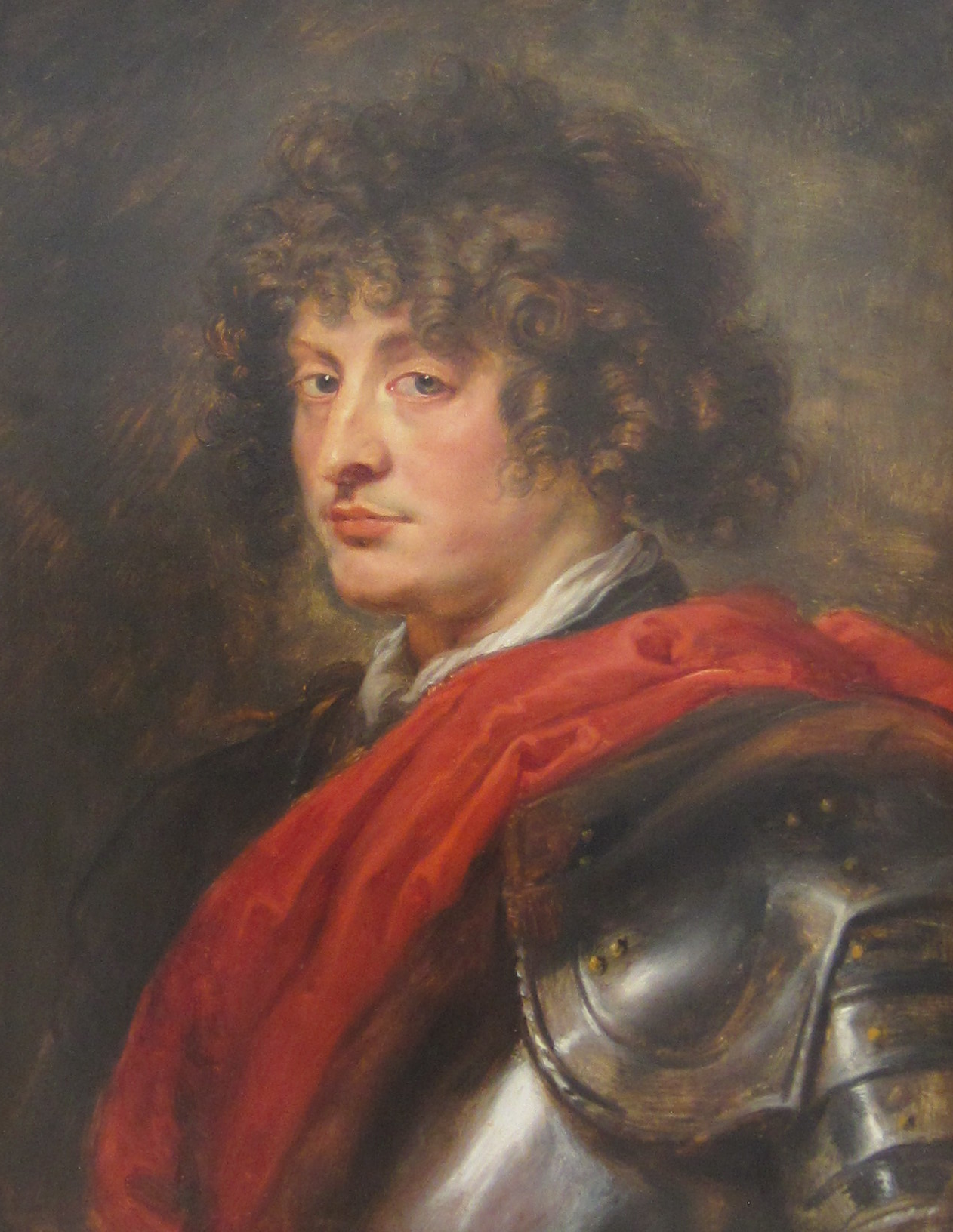
Guillén de Lampart por Peter Paul Rubens
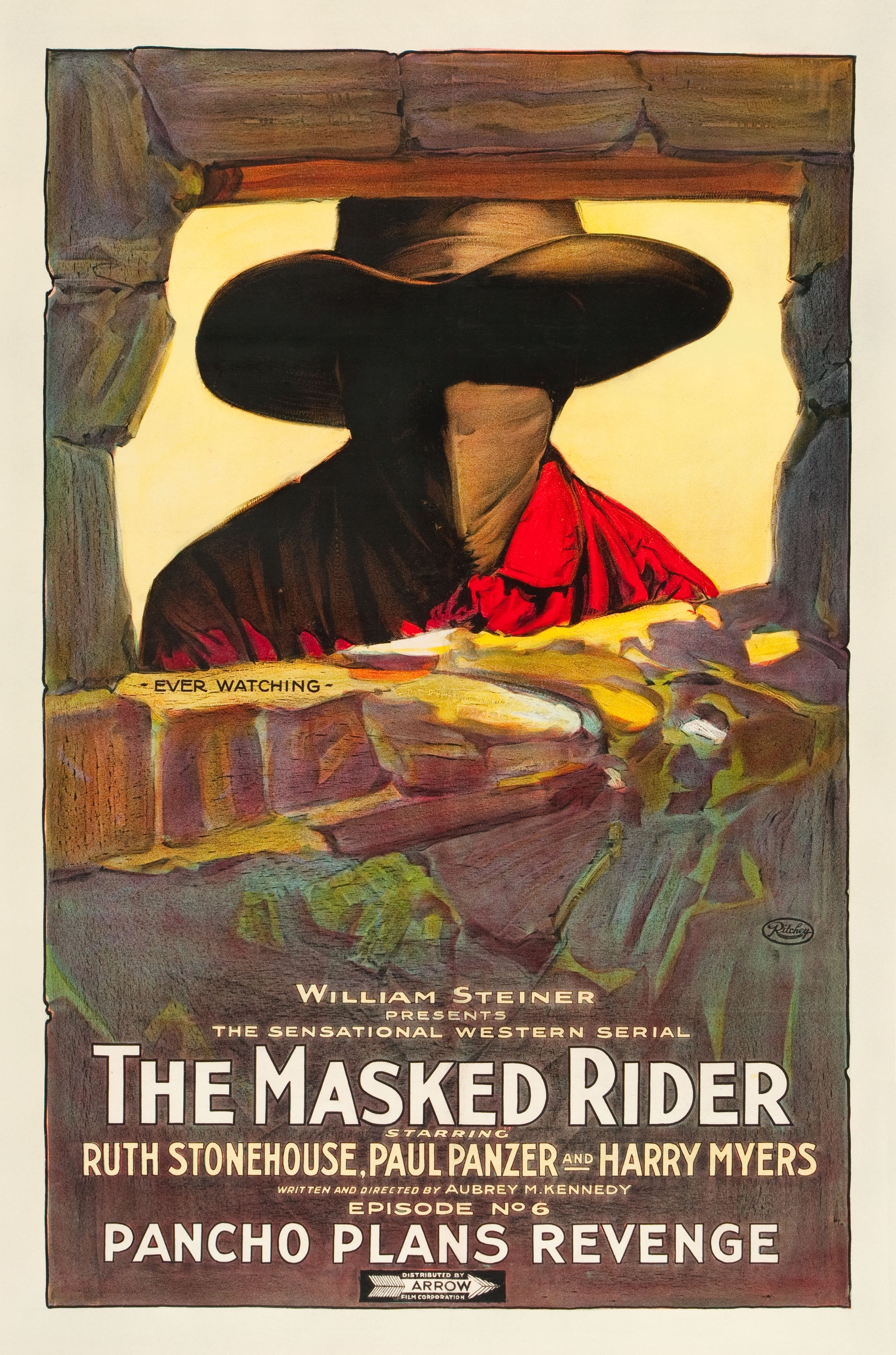
Cartel del cine serial The Masked Rider

## Influencia en otros personajes

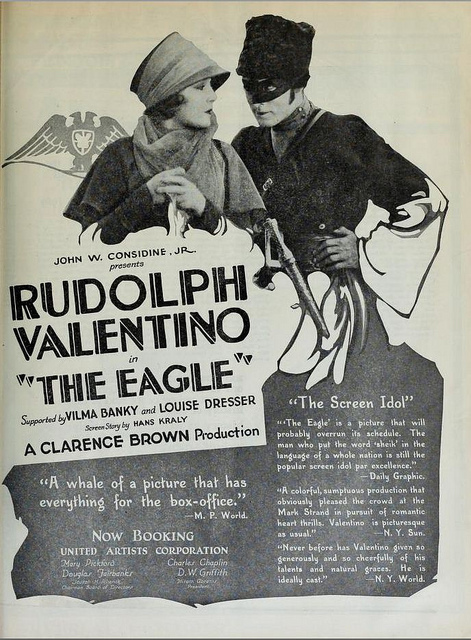
The Eagle (1925)

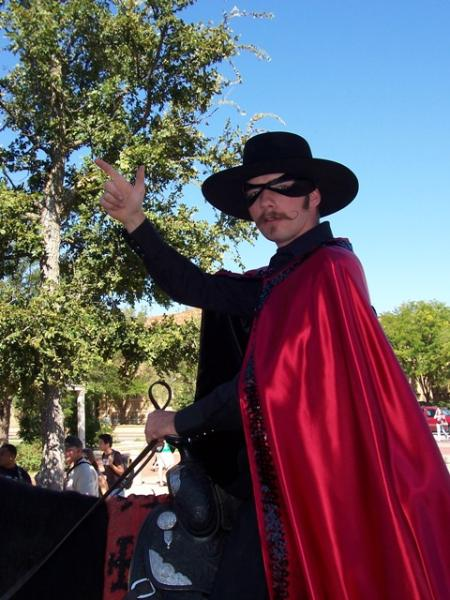
The Masked Rider

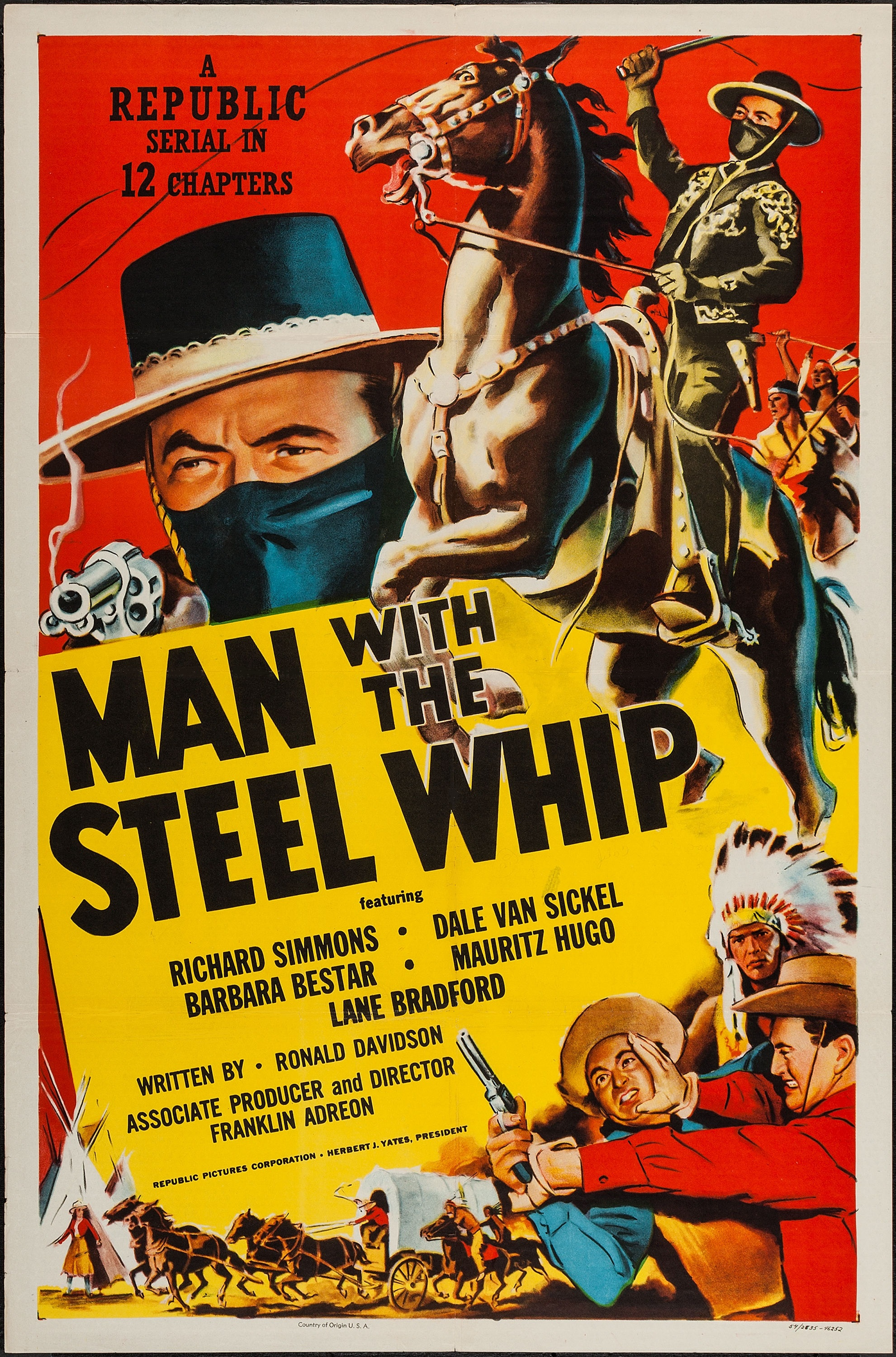
Man with the Steel Whip (1954)

## Adaptaciones

### Cine y televisión
La primera película sobre el personaje fue La marca del Zorro, protagonizada por Douglas Fairbanks, en 1920, basada en La maldición de Capistrano. Su gran éxito hizo que La maldición de Capistrano fuese reeditada con el nombre de La marca del Zorro por la editorial Grosset & Dunlap. El filme también introdujo la vestimenta característica de El Zorro: traje negro, máscara negra y sombrero redondo negro.[cita requerida]
1920: La marca del Zorro, película de 1920 dirigida por Fred Niblo, con Douglas Fairbanks (Diego de la Vega).
1925: Don Q, hijo del Zorro. Donald Crisp, Douglas Fairbanks (César de la Vega).
1926: À la manière de Zorro. Paul Flon, William Elie.
1936: The Bold Caballero. Wells Root, Robert Livingstone (Diego de la Vega).
1937: El Zorro cabalga de nuevo (serial de 12 episodios). John English, William Withney, John Carrol (James Vega), Nigel Brulier (Ramón de la Vega).
1939: La legión del Zorro (serial de 12 episodios). John English, William Witney, Reed Hadley (don Diego de la Vega).
1940: El signo del Zorro, película de 1940. Con Tyrone Power (Diego de la Vega).
1944: Zorro's Black Whip. Spencer Bennet, Wallace Grissell, Linda Sterling (Barbara Meredith).
1947: El hijo del Zorro (serial de 13 episodios). Spencer Bennet, Fred Bannon, George Turner (Jeffrey «Jeff» Stewart).
1948: El nieto del zorro. Jaime Salvador.
1949: El fantasma del Zorro (serial de 12 episodios). Fred C. Bannon, Clayton Moore (Ken Mason).
1951: El signo del Renegado. Hugo Fregonese, Robert Warwick.
1952: El signo del Zorro. Mario Soldati, Walter Chiari (Diego de la Vega).
Foreign Intrigue (serie de TV). Episodio: «Committed to Memory».
1953: La montaña sin ley. Miguel Lluch, José Suárez.
1957: Disneyland (serie de TV); episodio: «The Fourth Anniversary Show». Hamilton Luske y Sidney Miller, Guy Williams.
1957-1959: El Zorro, serie de televisión de 1957. Con Guy Williams (Diego de la Vega) (82 episodios).
1958: El signo del Zorro. Lewis R. Foster, Norman Foster, Guy Williams (Diego de la Vega).
1959: Disneyland '59 (TV). Marshall Dirkin, Hamilton Luskev, Guy Williams.
El Zorro cabalga de nuevo. John English, William Witney, John Carrol (James Vega).
Zorro the Avenger. Charles Barton, Guy Williams (Diego de la Vega).
El fantasma del Zorro. Fred C. Bannon, Clayton Moore (Ken Mason).
1960: Disneyland (serie de TV); episodio: «Zorro: El bandido». William Witney, Guy Williams.
Disneyland (serie de TV); episodio: «Zorro: Adiós al Cuchillo». William Witney, Guy Williams.
1961: Disneyland (serie de TV); episodio: «Zorro: The Postponed Wedding». James Neilson, Guy Williams.
Disneyland (serie de TV); episodio: «Zorro: Auld Acquaintance». James Neilson, Guy Williams.
El Zorro vengador. Zacarías Gómez Urquijo, Luis Aguilar.
1962: El Zorro al servicio de la reina. Luigi Capuano, George Ardisson.
La venganza del Zorro. Joaquín Romero Marchent, Frank Latimore (don José de la Torre).
Cabalgando hacia la muerte. Joaquín Romero Marchent, Frank Latimore (José de la Torre).
1963: El Zorro y los tres mosqueteros. Luigi Capuano, Gordon Scott.
El Zorro contra Maciste, película de 1963. Con Umberto Lenzi, Pierre Brice (Ramón).
El invencible caballero enmascarado. Umberto Lenzi, Pierre Brice (don Diego).
Las tres espadas del Zorro. Ricardo Blasco, Guy Stockwell.
El signo del Zorro. Mario Caiano, Sean Flynn (Don Ramón Martínez y Rayol).
1964: Las hijas del Zorro. Federico Curiel.
1965: El Zorro cabalga otra vez. Ricardo Blasco, Tony Russel (Patricio/Alfonso).
1966: Zorro el rebelde. Piero Pierotti, Howard Ross.
1968: La marca del Zorro.
Los sobrinos del Zorro. Marcello Ciorcillini, Dean Reed (Rafael).
La espada del Zorro. Guido Zurli, George Adisson (Ricardo Villaria).
1969: El Zorro contra el imperio de Napoleón. Jean Monty, Nadir Moreti.
El Zorro justiciero. Rafael Romero Marchent, Martin Moore.
El Zorro en la Corte de Inglaterra. Franco Montemurra, Spiros Focas (Pedro Suárez).
Nipoti di Zorro. Marcello Ciorciolini.
1971: El Zorro de Monterrey. José Luis Merino, Carlos Quiney (Antonio Sandoval).
El Zorro, caballero de la justicia. Luigi Capuano, José Luis Merino, Carlos Quiney.
1972: Las eróticas aventuras del Zorro. William Allen Castelman, Robert Freeman, Douglas Frey (Diego de la Vega).
1974: El signo del Zorro. Don McDougall, Frank Langella (Don Diego de la Vega).
El hijo del Zorro. Gianfranco Baldanello, Robert Widmarck.
1975: La marca del Zorro. Jesús Franco, Alain Payet.
El sueño del Zorro. Mario Mariani, Franco Francci (Paco).
El Zorro, película de 1975. Con Alain Delon, Duccio Tessari.
1976: Las nuevas aventuras del Zorro. Franco Lo Cascio.
La gran aventura del Zorro. Raúl de Anda/Raúl de Anda Jr., Rodolfo de Anda.
1978: El Zorro blanco. José Luis Urquieta
1981: Zorro, the Gay Blade, película de 1981, con Peter Medak, George Hamilton (Don Diego de la Vega/Ramón de la Vega).
Las nuevas aventuras del Zorro. Serie de dibujos animados de 1981.
1983: Zorro e hijo (3 episodios). Gabrielle Beumont, Alan Myerson, Henry Darrow (Diego de la Vega), Paul Regina (Carlos de la Vega).
1990-93: El Zorro (serie de TV; 88 episodios). Duncan Regehr (Don Diego de la Vega).
1996: Kaiketsu Zorro (anime).
1997: Zorro (serie de TV).
1998: La máscara del Zorro. Antonio Banderas, Anthony Hopkins, Catherine Zeta Jones.
2005: La leyenda del Zorro. Antonio Banderas.
2006: Zorro Generación Z, serie de dibujos animados de 2006.
2007: El Zorro: la espada y la rosa (telenovela). Christian Meier y Marlene Favela.
2015: Zorro: The Chronicles, serie de dibujos animados.
2019: Zorro, el sentimiento de hierro. Primera producción argentina sobre el personaje, filmada en locaciones donde Guy Williams estuvo durante su estancia en Argentina. Escrita, producida, dirigida y protagonizada por Adrián Escudero. Con Lara Tojo, Valentín Abbate, Alejandro Leguizamón y Esteban Ectaymech.
2024: Zorro (serie de TV), de Amazon Prime Video. Con Miguel Bernardeau y Renata Notni (10 episodios).
2024: Zorro (serie de TV), de Paramount+. Con Jean Dujardin y Audrey Dana (8 episodios).

#### Publicaciones apócrifas

Logo de El Zorro de Tapio Vilpponen

El Zorro californiano, de Jorge Salgado, serie literaria, Editorial Mateu, España.
El Zorro, de Tapio Vilpponen, serie literaria, Finlandia.

#### Literatura de cordel
En 1960, Manuel d'Almeida Filho publicó en la Editora Prelúdio un romance de cordel titulado A Marca do Zorro. En el 2018, la editorial relanzó la versión del escritor.[cita requerida]
- A Marca do Zorro, Manuel d'Almeida Filho, 1960, Editora Prelúdio
- A Marca do Zorro, Manuel d'Almeida Filho, 2018, Luzeiro, ISBN 978-85-7410-211-5

### Historietas
El Zorro ha aparecido en muchas series de cómics diferentes a lo largo de las décadas.
Las primeras historietas fueron publicadas en el cuaderno de historietas francés Jumbo entre 1939 y 1940, ilustrada por Tori y Gal.
En 1947, el francés André Oulié produjo las historias del Zorro para Zorro-Jeudi Magazine, para Zig Zag produjo Zorro nouvelle formule y finalmente Zorro l'invincible, publicadas entre 1947 y 1953. Bob Dan (dibujo) y George Fronval (guion) produjeron las historias del Zorro para el periódico L'Intrépide. En 1949, Fronval y el ilustrador Eugène Gire adaptaron el serial Zorro's Fighting Legion para Collection Hurrah!
Dell Comics publicó la serie Zorro en Four Color Comics #228 (1949), 425 (1952), 497 (1953), 538 (1954), 574 (1954), 617 (1955) y 732 (1957). Estas historias presentaban dibujos de Everett Raymond Kinstler (# 497, 538 y 574), Bob Fujitani, Bob Correa y Alberto Giolitti.
La revista argentina El Gorrión, de Editorial Láinez, publicó la serie Zorro de André Oulié. La serie fue continuada por autores locales como Carlos Eyré, ya con el nombre de Zorro Negro.
En 1956, la española Editorial Ferma publicó el cuaderno El Zorro, ilustrado por Raf.
Dell también tenía una licencia para publicar cómics de Disney en los Estados Unidos y, tras el lanzamiento de la serie de televisión El Zorro, de Disney, en 1957, publicó siete números más de Four Color dedicados al Zorro entre febrero de 1958 y septiembre de 1959, bajo dicha licencia, con ilustraciones de Alex Toth en el primer número. En diciembre de 1959, Dell comenzó la publicación de un título independiente de Zorro con licencia de Disney, que comenzó la numeración en el N° 8 y continuó publicándose hasta el número 15 (septiembre de 1961). Luego, el personaje apareció en cuatro historias publicadas en la publicación mensual Walt Disney's Comics and Stories (también publicada por Dell), una historia por número desde el N ° 275 (agosto de 1963) bajo la licencia de Disney. Sin embargo, Disney produjo más historias entre 1964 y 1978 a través del Programa Disney Studio, una unidad que producía historietas exclusivamente para el consumo extranjero. Además de publicar traducciones de historias estadounidenses e historias de Disney Studios, muchas editoriales extranjeras también produjeron sus propias historias originales bajo la licencia de Disney: estos países son los Países Bajos (1964–1967), Chile (1965–1974), Italia (1969–1971), Brasil (1973–1983), Francia (1974–1986) y Alemania (1980–1982).
Gold Key Comics comenzó otra serie del Zorro con licencia de Disney en enero de 1966, pero, al igual que su serie contemporánea El Llanero Solitario, solo presentaba material reimpreso de los cómics anteriores de Dell y se cerró después de 9 números, en marzo de 1968. El personaje permaneció inactivo en los Estados Unidos durante los siguientes veinte años hasta que Marvel Comics lo revivió en 1990, para un vínculo de 12 números con la serie de televisión El Zorro de Duncan Regehr. Muchos de estos cómics tenían portadas de Alex Toth.
En 1993, Topps Comics publicó una serie limitada de 2 números, Dracula Versus Zorro, seguida de una serie de El Zorro que se publicó en 11 números. Topps también publicó dos series limitadas de Lady Rawhide, un spin-off de las historias del Zorro creada por el escritor Don McGregor y el artista Mike Mayhew. Posteriormente, McGregor escribió una adaptación de serie limitada de la película La máscara del Zorro para Image Comics. La tira diaria y la tira dominical también se publicaron a fines de la década de 1990. Esta fue escrita por McGregor e ilustrada por Tom Yeates. Papercutz una vez publicó una serie de Zorro y novelas gráficas. Esta versión fue dibujada en un estilo manga.
Dynamite Entertainment relanzó al personaje con una serie del Zorro de 20 números que se desarrolló entre 2008 y 2010, escrita por Matt Wagner y dibujada por varios artistas. La editorial también publicó un cuento inédito llamado Matanzas, de Don McGregor y el artista Mike Mayhew. Zorro (aquí un descendiente de la década de 1930) también aparece en la serie limitada de ocho números de Dynamite titulada Masks junto con El Avispón Verde y Kato, La Sombra y The Spider. Esta serie limitada fue estrenada en 2013 y estuvo escrita por Chris Roberson, con arte de Alex Ross y Dennis Calero.
La editorial francesa Jungle! lanzó Zorro, Les chroniques, basada en la serie animada del mismo nombre, con guiones de Greg Newman y dibujos de Danilo Loizedda.
En 2018, la editorial American Mythology adquirió la licencia y publicó los cómics Zorro Legendary Adventures, escritos por Jean-Marie Nadaud y dibujados por Robert Rigot, y Zorro: Swords of Hell, escritos por David Avallone y dibujados por Roy Allan Martinez.
En 2020, la editorial francesa Dargaud lanza Don Vega, de Pierre Alary.